# Kanton Sainte-Hermine
Kanton Sainte-Hermine (fr. Canton de Sainte-Hermine) je francouzský kanton v departementu Vendée v regionu Pays de la Loire. Tvoří ho 11 obcí.

## Obce kantonu
- La Caillère-Saint-Hilaire
- La Chapelle-Thémer
- La Jaudonnière
- La Réorthe
- Saint-Aubin-la-Plaine
- Sainte-Hermine
- Saint-Étienne-de-Brillouet
- Saint-Jean-de-Beugné
- Saint-Juire-Champgillon
- Saint-Martin-Lars-en-Sainte-Hermine
- Thiré